# Osmia calaminthae
Osmia calaminthae, generalmente conocida como abeja azul calamintha, es una especie poco común de abeja Osmia, que sólo habita en el condado de Highlands, Florida, Estados Unidos. Está considerada en peligro crítico de conservación por NatureServe. El nombre común para la abeja deriva de su característico color azul y su planta preferida, Calamintha ashei (en realidad una especie del género Clinopodium.) 

## Etimología
El nombre "calaminthae" es el equivalente latino para menta, debido a que su planta huésped se llama Calamintha ashei, generalmente se conoce como "menta de Ashe".

## Descripción
La hembra adulta de O. calaminthae mide entre 10 y 11 milímetros de longitud total y sus alas miden entre 6 y 7 milímetros. El macho mide 10 milímetros de longitud total y sus alas miden unos 6 milímetros. La hembra es azul oscura y su integumento marrón; el macho tiene una cabeza y un mesosoma azul pálido, un metasoma azul oscuro, y un integumento marrón. Las hembras, junto con las hembras de Osmia conjunctoides, son únicas entre las Osmia norteamericanas por sus pelos faciales, cortos, erectos, y simples, utilizados para la recolección de polen.

## Distribución y hábitat
Osmia calaminthae sólo ha sido observada en cuatro sitios, todos dentro de un área de unos 20 kilómetros de largo por 2 kilómetros de ancho en un matorral arenoso de Florida localizado en el sur del lago Wales Ridge en el condado de Highlands, Florida. La mayoría de observaciones se han dado en parcelas baldías cerca del lago Placid. Esto las convierte posiblemente en las abejas endémicas con menor área de distribución en el este de América del Norte. Aunque es posible que su área de distribución sea más grande que el área donde ha sido observada, nunca se ha hecho un intento serio para comprobarlo. El área de observación es bien conocida por sus endemismos. El matorral de Florida es una forma única de matorral arenoso, localizado en colinas de arena depositadas por el viento. La abeja depende principalmente de la Calamintha ashei como fuente de polen. Las C. ashei pueden vivir hasta una década y se sospecha que pueden vivir aún por más tiempo. Florecen principalmente entre los meses de marzo y abril. Incluso unas 20 a 30 plantas maduras pueden producir miles de flores, la especie sirve como una fuente alimentaria anual fiable para O. calaminthae.

## Estado de conservación
Osmia calaminthae es muy poco conocida y su estado de conservación no es documentado actualmente por el Servicio de Pesca y Vida Silvestre de Estados Unidos. Está listado como una de las "especies de mayor protección requerida" por el Florida State Wildlife Action Plan, y en el 2019 ha sido catalogada como en peligro crítico de conservación por NatureServe. En 2015, una petición fue enviada al Servicio de Pesca y Vida Silvestre de Estados Unidos para que evaluara el estado de conservación de la abeja, y su estado ahora está en investigación. La abeja fue descrita por primera vez en 2011, y su hábitat estudiado en 2016, pero su supervivencia era desconocida hasta que fue redescubierta. Varios ejemplares han sido vistos en años recientes (2009 a 2010).
La mayoría de su hábitat no está protegido y junto con la deriva de pesticidas y vehículos todo terreno se ve seriamente amenazada .